# Айммарт, Георг Христоф
Георг Христоф Айммарт (нем. Georg Christoph Eimmart; 22 августа 1638, Регенсбург — 5 января 1705, Нюрнберг) — основатель первой нюрнбергской обсерватории, математик, гравёр. 
Корреспондент Парижской академии наук (1699), иностранный член Прусской академии наук (1701).

## Биография
Родился в Регенсбурге. Учился в Йенском университете. По окончании университета в 1658 году ненадолго вернулся в Регенсбург, в 1660 году переехал в Нюрнберг. В 1662 году стал членом основанной в это время Нюрнбергсой академии изобразительных искусств. С 1669 года вплоть до самой смерти был ректором академии.
В 1678 году Аймарт основал первую нюрнбергскую обсерваторию, которая первоначально располагалась в одном из бастионов нюрнбергской крепости. В обсерватории работали почётный член Петербургской академии наук Иоганн Доппельмайер, исследовательница луны Мария Клара Айммарт — дочь Г. Х. Айммарта.
Как астроном Айммарт известен своими картами звёздного неба,

## Память об Г. Х. Айммарте
- В честь Айммарта назван один из лунных кратеров.
- В память Айммарта и основанной им обсерватории в нюрнбергской крепости в 2007 году установлен обелиск.

## Некоторые работы Г. Х. Айммарта

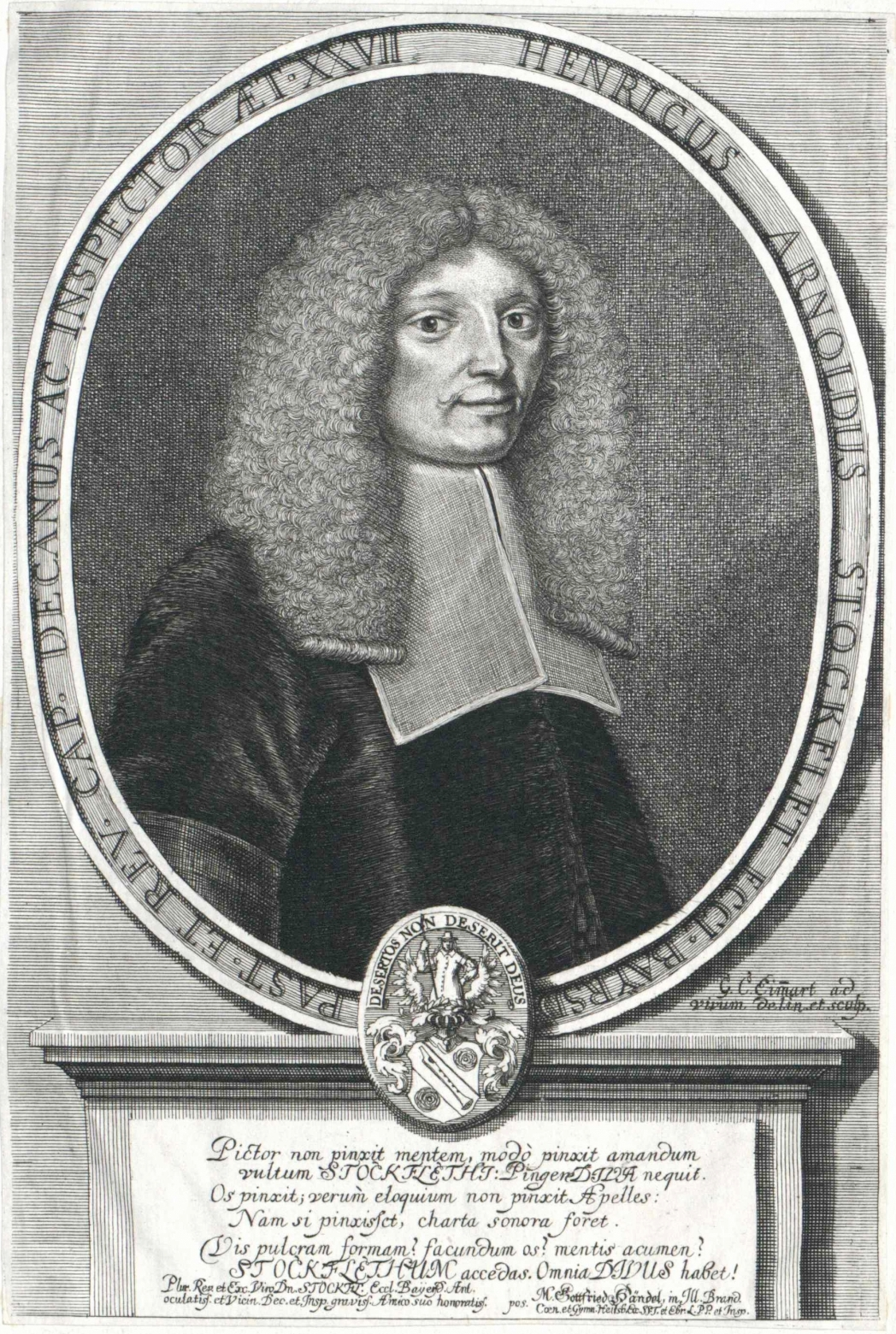
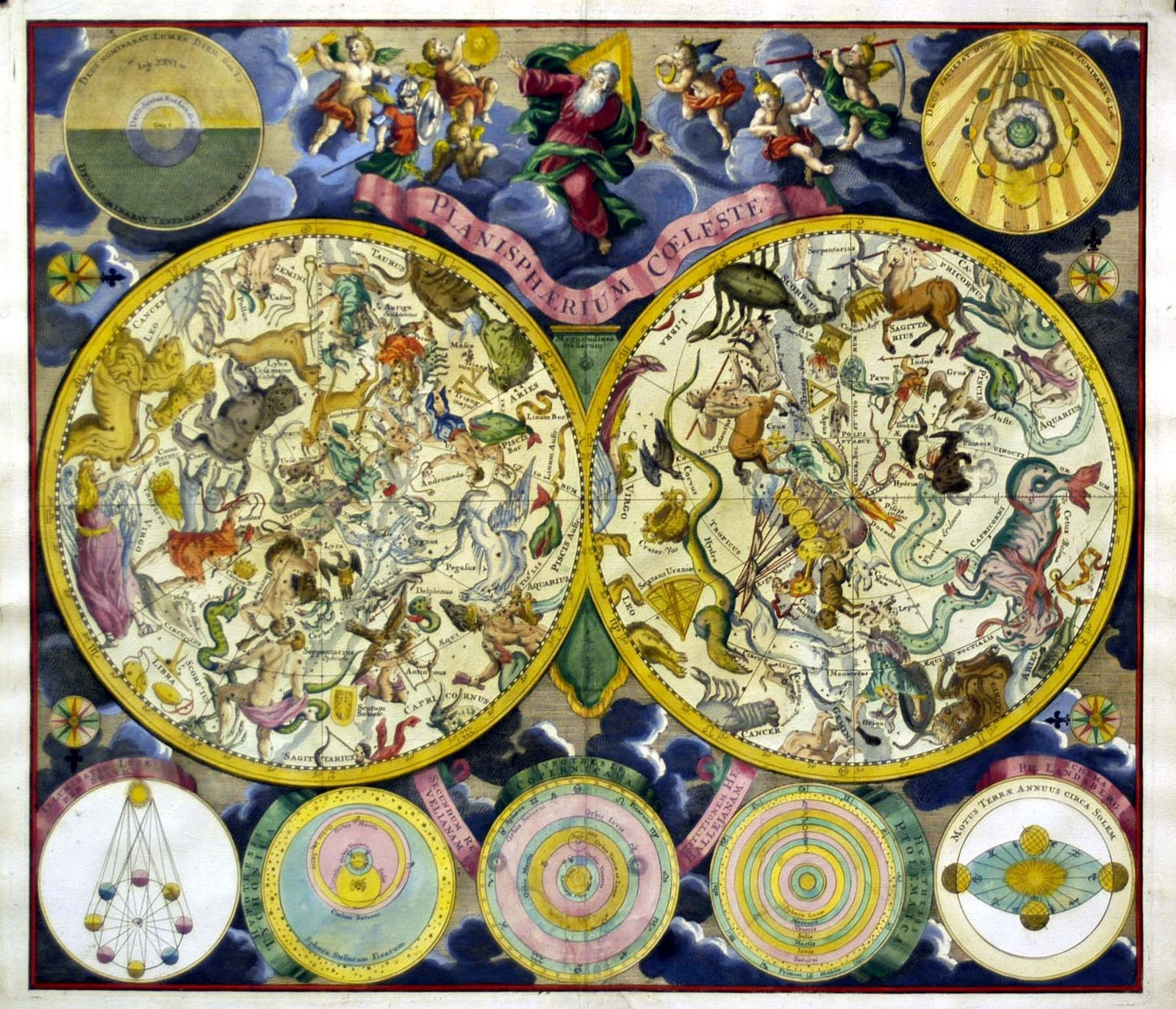
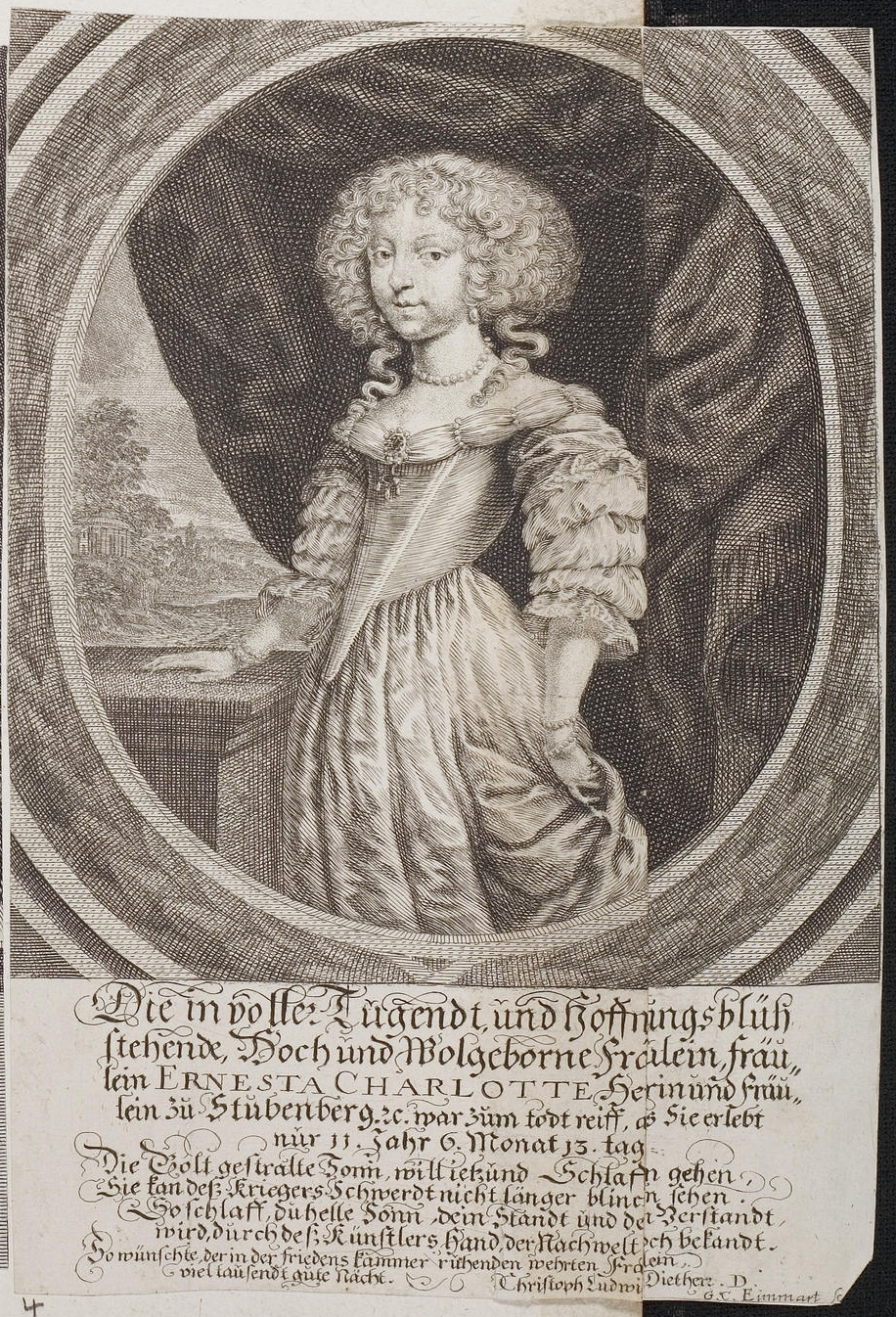
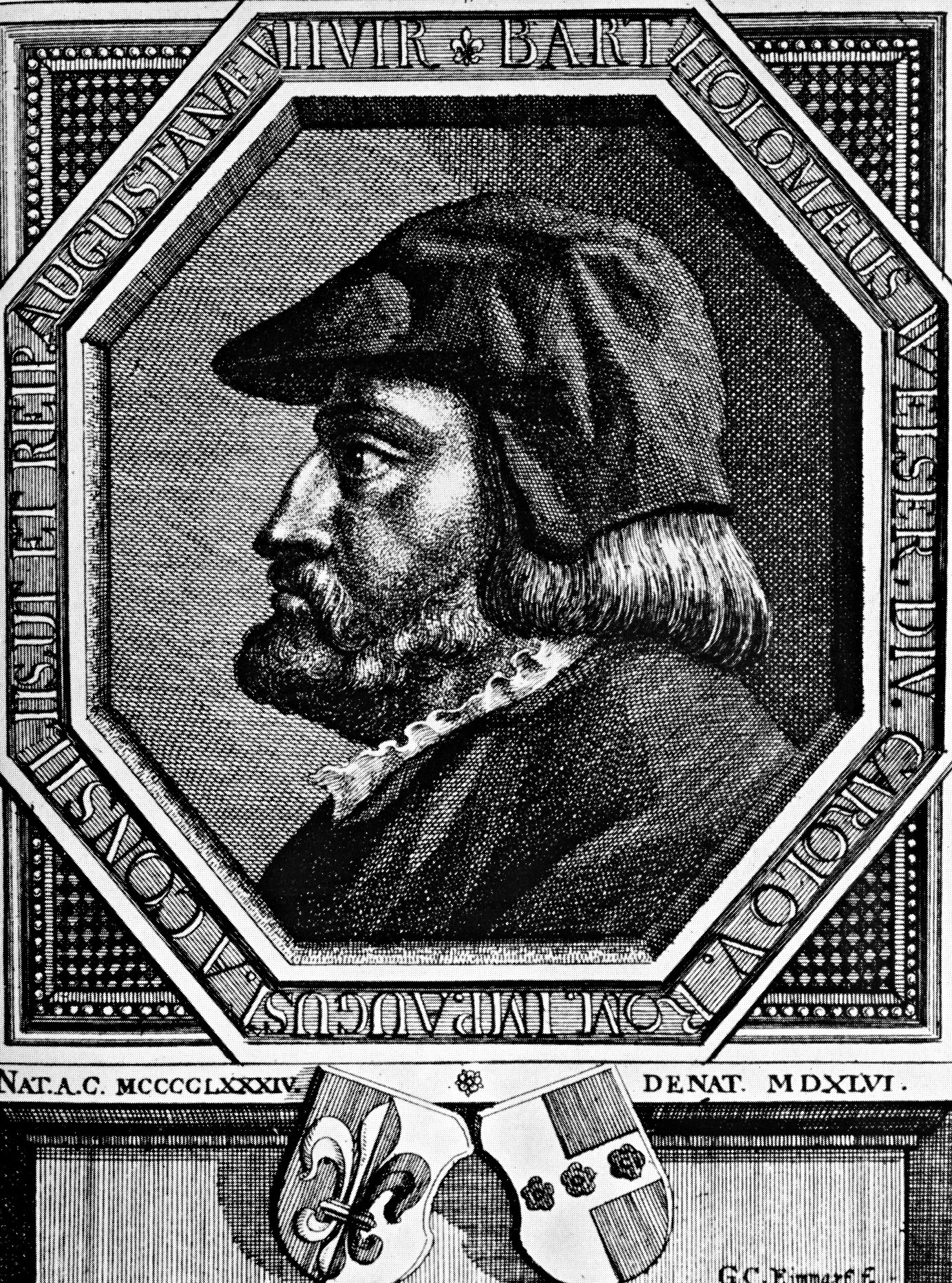
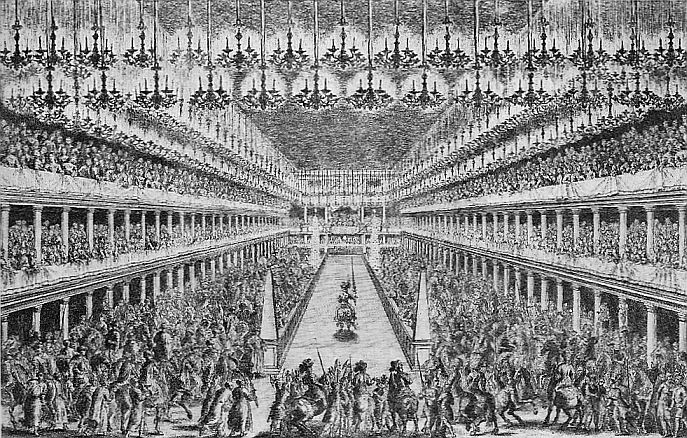
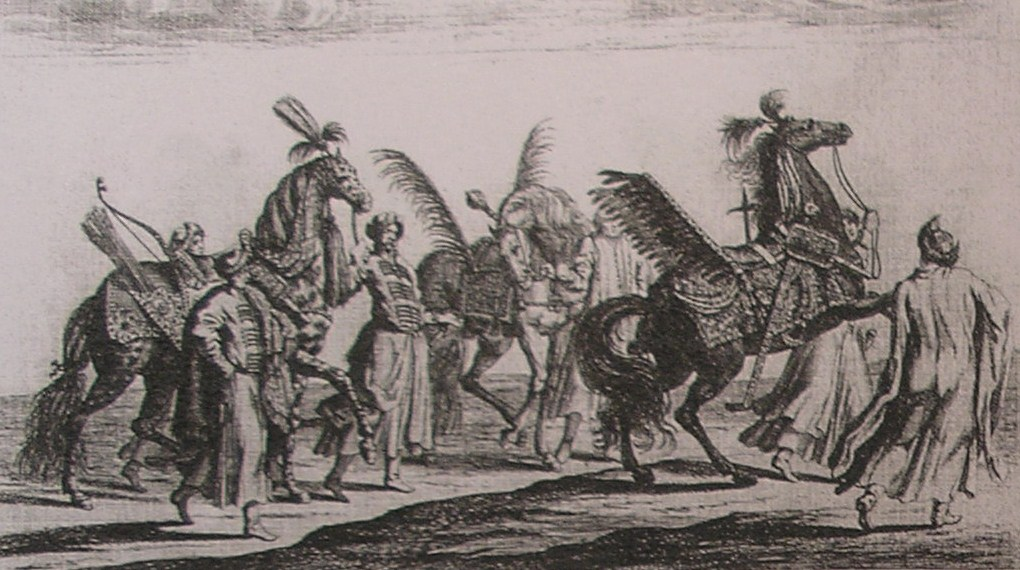